# حمدی اولوکایا
حمدی اولوکایا (انگلیسی: Hamdi Ulukaya؛ زادهٔ ۱۹۷۲ (۵۲–۵۳ سال)) کارآفرین، و بازرگان کرد آمریکایی است. او بنیانگذار و مدیرعامل چوبانی پرفروش‌ترین برند ماست چکیده در آمریکاست.

## زندگی
اولوکایا در ۱۹۷۲ در یک خانواده کرد دامدار در ترکیه به دنیا آمد. خانوادهٔ او یک مزرعه گوسفند، بز و لبنیات را در نزدیکی رودخانه فرات در ایلیک، استان ارزنجان ترکیه اداره کرده و پنیر و ماست تولید می‌کردند.
حَمدی اولوکایا، مؤسس و مدیر عامل شرکت «چُبانی» است که در طول شش سال که از آغاز فعالیتش می‌گذرد، حدود ۲۰ درصد از بازار شش و نیم میلیارد دلاری ماست در آمریکا را در کنترل خود گرفته‌است. نام اولوکایا در فهرست میلیاردرهای سال ۲۰۱۳ مجله فوربس قرار گرفت.

مؤسسه «چُبانی» در مجموع حدود دو هزار کارمند در استخدام خود دارد و محصول خود را در دو کارخانه که بزرگترین مراکز تولید ماست در جهان هستند، تولید می‌کند. «چُبانی» پر فروش‌ترین ماستی است که در بازار آمریکا به فروش می‌رسد.
وی در سال ۲۰۰۵ با این اندیشه که ماست‌های آمریکا که عمدتاً ماست میوه‌ای و ماست‌های شیرین و آغشته به شکر هستند، نیاز به جایگزینی مانند ماستی که در مناطقی مثل کوهستان‌های مناطق کردنشین تولید و مصرف می‌شود، دارد، اقدام به دریافت یک وام یک میلیون دلاری از اداره کمک به تجارت‌های خرد در آمریکا کرد توانست اولین کارخانه خود را خریداری کند. اولوکایا با کمک کارشناسی که از ترکیه به آمریکا دعوت کرده بود روش ویژه ماست‌بندی خود را تثبیت کردند.
حمدی اولوکایا در حال حاضر در آمریکا صاحب دو کارخانه است؛ یکی کارخانه‌ای قدیمی در ایالت نیوجرسی که سابقاً به شرکت تولیدکننده محصولات غذایی «کرَفت» تعلق داشت و دیگری کارخانه جدیدی که با هزینه ۴۵۰ میلیون دلار در ایالت آیداهو احداث شده‌است.
مؤسسه چُبانی سال ۲۰۱۱ یک کارخانه دیگر نیز در اتریش راه‌اندازی کرد و به سرعت به سومین تولیدکننده ماست در آن کشور بدل شد.